# Kapala floridana
Kapala floridana är en stekelart som först beskrevs av William Harris Ashmead 1885.  Kapala floridana ingår i släktet Kapala och familjen Eucharitidae. Inga underarter finns listade i Catalogue of Life.